# Bevkova nagrada
Bevkove nagrade oz. Bevkova priznanja, ki nosijo ime Franceta Bevka, podeljujejo v občinah Cerkno in Nova Gorica.

## Nagrada Franceta Bevka in Bevkova listina
Mestna občina Nova Gorica od leta 1971 podeljuje Nagrado Franceta Bevka in Bevkovo listino zaslužnim občanom in drugim osebam, podjetjem, zavodom, skupnostim in organizacijam. Vsa priznanja se podeljujejo nagrajencem ne glede na občino njihovega stalnega bivališča. Ob podelitvi nagrade se izda posebna listina, ki jo podpiše župan, izroči pa jo praviloma ob občinskem prazniku. MO Nova Gorica vsako leto podeli največ eno nagrado Franceta Bevka posameznikom, zavodom, skupnostim, društvom, organizacijam in drugim za življenjsko delo oziroma za izredne ustvarjalne dosežke v umetnosti in kulturi, pomembni za MO Nova Gorica. Nagrado sestavljata denarna nagrada in likovno delo. Komisija določi višino denarne nagrade in opravi izbor likovnega dela vsako leto posebej. Bevkova listina se prav tako podeli vsako leto posebej v istih kategorijah zaslužnim ljudem, nagrada pa je v obliki likovnega dela. 

## Bevkovo priznanje in Bevkova nagrada
V Cerknem od leta 1995 podeljujejo Bevkovo priznanje in Bevkove nagrade. Bevkovo priznanje je najvišje priznanje občine Cerkno. Podeljuje ga občinski svet posameznim fizičnim in pravnim osebam za posebne dosežke na različnih področjih družabnega življenja, ki pomembno prispevajo k nadaljnjemu razvoju občine. Bevkovo priznanje se podeljuje na slavnostni seji sveta občine Cerkno s posebno plaketo, ki predstavlja reliefno bronasti odlitek z mehansko brušenimi in kemično patinirano obdelanimi površinami, na katerih je profilna silhueta pisatelja Franceta Bevka, Porezen in cerkvico sv. Jošta ter nakazani robovi listov odprte knjige. Na plaketi je napisano Občina Cerkno – Bevkovo priznanje. Nagrajenec prejme tudi listino, ki vsebuje besedilo s sklepom o podelitvi priznanja in pisno utemeljitev priznanja. Bevkovo nagrado podeljuje občinski svet posameznim fizičnim in pravnim osebam za posamezne dosežke in kot vzpodbudo za nadaljnje delo in aktivnosti na različnih področjih družabnega življenja in dela. Bevkovo nagrado se podeli na slavnostni seji občinskega sveta s posebno listino, ki vsebuje besedilo sklepa o podelitvi nagrade. Nagrajenec prejme tudi pisno utemeljitev nagrade. Dobitniki Bevkove nagrade prejmejo tudi denarno nagrado, ki znaša osnovno plačo za 3. plačni razred plačne lestvice.  

## Evidenca nagrajencev MO Nova Gorica

#### Nagrada Franceta Bevka
- 1971 Rafael Nemec
- 1972 Ciril Silič
- 1973 Briški oktet
- 1974 Riko Debenjak
- 1974 Rado Simonitti
- 1975 Silvester Komel
- 1977 Stane Leban
- 1978 Marjan Brecelj
- 1979 Ivo Juvančič
- 1980 Goriški muzej
- 1981 Emil Smole
- 1982 Hubert Bergant
- 1983 Igralska skupina IX. korpusa NOVJ
- 1984 Negovan Nemec
- 1985 Branko Marušič
- 1986 Anton Nanut
- 1987 Marjan Tavčar
- 1988 Pavel Medvešček
- 1989 Bine Matoh
- 1990 Vladimir Makuc
- 1991 Marko Pogačnik
- 1992 Primorski akademski zbor Vinko Vodopivec
- 1993 Rafael Podobnik
- 1994 Oskar Kogoj
- 1996 Nevin Birsa
- 1997 Rudi Pergar
- 1998 Štefan Mavri
- 1999 Nedeljko Pećanac
- 2000 Saša Vuga
- 2001 Srečko Fišer
- 2002 Klavdij Tutta
- 2003 Mateja Mercedes Babič Glatar
- 2004 Boris Jukić
- 2005 Slovensko narodno gledališče Nova Gorica
- 2007 Iztok Mlakar
- 2009 Zmago Posega
- 2010 Vida Mokrin Pauer
- 2011 Marija Mercina
- 2012 Nadja Velušček, Anja Medved
- 2013 Kulturni dom Nova Gorica, Neda Rusjan Bric
- 2014 Zoltan Jan, Avtomobili
- 2015 BridA /Tom Kerševan, Sendi Mango, Jurij Pavlica, Miran Rustja
- 2016 Darinka Kozinc, David Erik Pipan
- 2017 Zlatko Kaučič
- 2018 Sergij Pelhan
- 2019 Radoš Bolčina
- 2020 Gorazd Humar
- 2021 Jože Dolmark
- 2022 Ana Marija Furlan

#### Bevkova listina
- 2001 Goriški oktet Vrtnica
- 2002 Radoš Bolčina
- 2004 Mirko Vuksanović
- 2006 Jure Poša
- 2007 Marko Peljhan
- 2008 Janez Rijavec - Gianni
- 2010 Franc Golob - zavrnil
- 2020 Metka Franko
- 2021 David Šuligoj
- 2022 Tatjana Mihelj

## Evidenca nagrajencev občine Cerkno

#### Bevkova nagrada
- 1995 Vojka Svetičič, učiteljica glasbe; Gasilsko društvo Cerkno; Društvo Laufarija Cerkno
- 1996 Društvo upokojencev Cerkno; Orientacijski klub Azimut, Cerkno; Jože Magajne, Masore
- 1997 Anton Črv, radioamater; Stojan Šturm iz Jazen; KUD Milojka Gorje-Poče-Trebenče
- 1998 Pihalni orkester ETA Cerkno; Klemen Kenda iz Cerknega; Košarkarski klub Cerkno-sekcija mladih košarkarjev
- 1999 Katarina Filipič, predsednica Planinskega društva Cerkno; Hribovska kmetija Erženovih iz Jazen; Foto klub Cerkno
- 2000 Ivanka Čadež, pisateljica; Vanja Lampič, zborovodkinja; Vaška Skupnost Police
- 2001 Milan Koželj, profesor; Drago Kuralt iz Cerknega; Organizacijski odbor kolesarskega maratona Franja
- 2002 Vokalna skupina Lira, KUD Cerkno; prof.dr. Marko Razpet; Janez Kobal, župnik
- 2003 Adelka Vončina; Viktor Prezelj; Trim klub Cerkno
- 2004 Ana Hadalin in Marjan Kužel; Milojka Bizjak; Darjo Tavčar;
- 2005 Jerneja Tušar; Cerkljanski mladinski alternativni klub C.M.A.K.
- 2006 Kulturno umetniško društvo Cerkno; Turistično društvo Novaki
- 2007 Muzejski klub Cerkno; Radio klub Cerkno; Turistična kmetija Pri Flandru
- 2008 Festival Rad bi bil normalen, Ravne pri Cerknem; Prostovoljno gasilsko društvo Šebrelje; Cerkveni mešani pevski zbor župnije Cerkno
- 2009: Prostovoljno gasilsko društvo Plužnje; Glasbena skupina Kar Češ Brass Band; Miha Butara, polkovnik
- 2010 Doroteja Prezelj; dirigent Andrej Zupan; Prostovoljno gasilsko društvo Planina Čeplez
- 2011 Sabina Eržen; Zveza šoferjev in avtomehanikov; Društvo Sožitje Idrija - Cerkno

#### Bevkovo priznanje
- 1995 Slavko Svetičič
- 1996 Rafael Mavri
- 1997 Ivan Turk (arheolog)
- 1998 Vincenc Eržen
- 1999 Oktet France Bevk
- 2000 Lokalna radijska postaja Radio Cerkno d.o.o.
- 2001 Kolektiv smučarskega centra Cerkno
- 2002 Jože Pirih
- 2003 Franc Ferjančič
- 2004 Planinsko društvo Cerkno
- 2005 Zavod Gabrijel fest Cerkno
- 2006 Franc Kobal (posthumno)
- 2007 Lovska družina Porezen Cerkno
- 2008 Ivan Seljak
- 2009 Marko Močnik
- 2010 Ana Štucin
- 2011 Silvo Jeram
- 2014 Štefan Rutar